# Chengcun, Guangdong
Chengcun (kinesiska: 程村) är en köping i sydöstra Kina. Den ligger i Yangxi härad i staden Yangjiang i provinsen Guangdong, omkring 220 kilometer sydväst om provinshuvudstaden Guangzhou. Antalet invånare är 54 571. Befolkningen består av 25 587 kvinnor och 28 984 män. Barn under 15 år utgör 17,0 %, vuxna 15-64 år 70 %, och äldre över 65 år 11,0 %.